# Suimanga de Preuss
El suimanga de Preuss (Cinnyris reichenowi) és un ocell de la família dels nectarínids (Nectariniidae).

## Hàbitat i distribució
Habita praderies i bambú a les muntanyes del sud-est de Uganda, Kenya i nord-est de Tanzània, centre de la República Democràtica del Congo, nord-oest del llac Tanganyika.